# Mariah Carey-diszkográfia
Mariah Carey amerikai pop- és R&B-énekesnő diszkográfiája.

## Albumok és a róluk megjelent kislemezek
- Mariah Carey (1990)
  - Vision of Love (1990)
  - Love Takes Time (1990)
  - Someday (1990)
  - I Don’t Wanna Cry (1991)
  - There’s Got to Be a Way (1991)
- Emotions (1991)
  - Emotions (1991)
  - Can’t Let Go (1991)
  - Make It Happen (1992)
  - Till the End of Time (promó, 1992)
- MTV Unplugged (1992)
  - I’ll Be There (1992)
  - If It’s Over (1992)
- Music Box (1993)
  - Dreamlover (1993)
  - Hero (1993)
  - Without You/Never Forget You (1994)
  - Anytime You Need a Friend (1994)
- Merry Christmas (1994)
  - All I Want for Christmas Is You (1994)
  - Miss You Most (At Christmas Time) (promó, 1994)
  - Joy to the World (1994)
  - Jesus Born on This Day (promó, 1994)
  - O Holy Night (promó, 1996)
- Daydream (1995)
  - Fantasy (1995)
  - One Sweet Day (1995)
  - Open Arms (1996)
  - Always Be My Baby (1996)
  - Forever (1996)
  - Underneath the Stars (promó, 1996)
- Butterfly (1997)
  - Honey (1997)
  - Butterfly (1997)
  - Breakdown (1998)
  - The Roof (Back in Time) (1998)
  - My All (1998)
  - Whenever You Call (promó, 1998)
- #1’s (1998)
  - Sweetheart (1998)
  - When You Believe (1998)
  - I Still Believe (1998)
  - Do You Know Where You’re Going To (1999)
- Rainbow (1999)
  - Heartbreaker (1999)
  - Thank God I Found You (2000)
  - Against All Odds (Take a Look at Me Now) (2000)
  - Can’t Take That Away (Mariah’s Theme)/Crybaby (2001)
- Glitter (2001)
  - Loverboy (2001)
  - Never Too Far (2001)
  - Don’t Stop (Funkin’ 4 Jamaica) (2001)
  - Reflections (Care Enough) (2001)
  - Last Night a DJ Saved My Life (promó, 2001)
  - Never Too Far/Hero Medley (2001)
  - Lead the Way (promó, 2001)
- Greatest Hits (2001)
- Charmbracelet (2002)
  - Through the Rain (2002)
  - MC… Move the Crowd (2002)
  - Irresistible (West Side Connection) (promó, 2002)
  - The One (promó, 2002)
  - Boy (I Need You) (2003)
  - Bringin’ On the Heartbreak (2003)
  - Miss You (promó, 2003)
- The Remixes (2003)
- The Emancipation of Mimi (2005)
  - It’s Like That (2005)
  - We Belong Together (2005)
  - Shake It Off (2005)
  - Get Your Number (2005)
  - Don’t Forget About Us (2005)
  - So Lonely (2006)
  - Say Somethin’ (2006)
  - Fly Like a Bird (promó, 2006)
  - Mine Again (promó, 2006)
- E=MC² (2008)
  - Touch My Body (2008)
  - Bye Bye (2008)
  - I’ll Be Lovin’ U Long Time (2008)
  - I Stay in Love (2008)
- The Ballads (2008)
- Memoirs of an Imperfect Angel (2009)
  - Obsessed (2009)
  - I Want to Know What Love Is (2009)
  - H.A.T.E.U. (2009)
- Playlist: The Very Best of Mariah Carey (2010)
- Angels Advocate (kiadatlan)
  - Up Out My Face (Remix) (2010)
  - Angels Cry (Remix) (2010)
  - 100% (2010)
- Merry Christmas II You (2010)
  - Oh Santa! (2010)
  - Auld Lang Syne (The New Year’s Anthem) (2010)
  - When Christmas Comes (2011)
- Me. I Am Mariah… The Elusive Chanteuse (2014)
  - #Beautiful (2013)
  - The Art of Letting Go (2013)
  - You’re Mine (Eternal) (2014)
  - You Don’t Know What to Do (2014)
- #1 to Infinity (2015)
  - Infinity (2015)
- Caution (2018)
  - With You (2018)
- The Rarities (2020)
  - Save The Day (2020)
  - Out Here On My Own (2020)
  - Here We Go Around Again (2020)

## Vendégszereplések és más kislemezek
- Endless Love (Luther Vandross & Mariah Carey; 1994)
- Valentines (EP, 2000)
- Things That U Do (Jay-Z feat. Mariah Carey; 2002)
- I Know What You Want (Busta Rhymes feat. Mariah Carey & The Flipmode Squad; 2003)
- Mizza (Damizza feat. Mariah Carey; 2003)
- What Would You Do (Nate Dogg feat. Mariah Carey & Shade Sheist (1. változat); Nate Dogg feat. Mariah Carey & Butch Cassidy (2. változat); 2004)
- My Life (Damizza feat. Mariah Carey and Knoc-Turn'Al; 2005)
- U Make Me Wanna (Jadakiss feat. Mariah Carey; 2004)
- Lil’ L.O.V.E. (Bone Thugs-N-Harmony feat. Mariah Carey & Bow Wow; 2007)
- Just Stand Up! (Sztárok a rák ellen, 2008)
- Right to Dream (Tennessee filmzene; 2008)
- My Love (The-Dream feat. Mariah Carey; 2009)
- Triumphant (Get ‘Em) (2012)
- Almost Home (2013)
- I Don’t (Mariah Carey feat. YG; 2017)

## Videókazetták, DVD-k
Lásd a Mariah Carey-videográfia szócikk végén.